# فرانس كارل أخارد

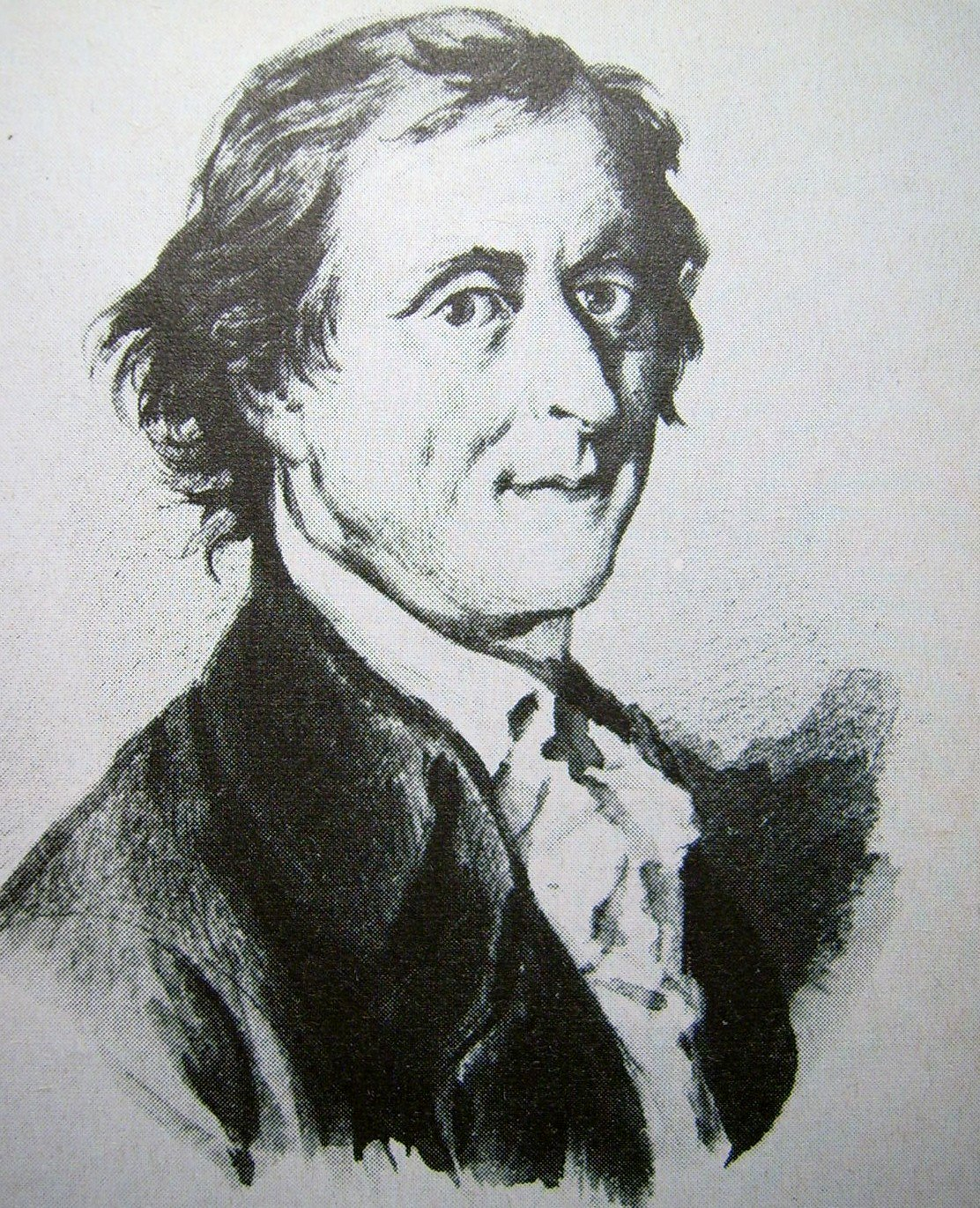
فرانس كارل أخارد

فرانس كارل أخارد (بالألمانية: Franz Carl Achard) هو كيميائي وفيزيائي وعالم أحياء ألماني عاش بين 28 نيسان/أبريل 1753 و 20 نيسان/أبريل 1821. من أهم اكتشافاته تطوير طريقة إنتاج السكّر من الشمندر السكّري.

## حياته
ولد فرانس كارل أخارد في برلين كابن للواعظ في الكنيسة ماكس غويلاومة أخارد، والذي كان سليل أحد الهوغونوتيّين. درس الفيزياء والكيمياء في برلين، وأصبح مهتمّاً بالأبحاث عن السكّر.
في العشرين من عمره، دخل أخارد «دائرة أصدقاء العلوم الطبيعيّة» حيث التقى أندرياس سيغيسموند مارغراف، والذي أصبح مديراً لصفوف الفيزياء في الأكاديميّة الملكيّة للعلوم. كان أخارد مهتمّاً بالعديد من العلوم الطبيعيّة، ونشر باللغتين الألمانيّة والفرنسيّة. كان أخادر مقرّباً من فريدرش العظيم ملك بروسيا.

## تقدير
انتخب أخارد سنة 1776 كعضو في الأكاديميّة البروسيّة للعلوم، وأصبح في سنة 1782، وبعد وفاة مارغراف، مديراً لصفوف الفيزياء فيها، كما انتخب في نفس السنة، كأحد الأعضاء الأجانب في الأكاديمية الملكية السويدية للعلوم.

## أعماله
من أهم ما ينسب لأخارد هو تطويره لطريقة تمكّن من إنتاج السكّر من الشمندر السكّري. وفي سنة 1801، وبدعم من فريدرش فيلهلم الثالث ملك بروسيا افتتح أول مصنع لتكرير السكّر في سيليزيا في بروسيا آنذاك.